# Мартин Гарднер
Мартин Гарднер (енгл. Martin Gardner; Талса, 21. октобар 1914 — Норман, 22. мај 2010) био је амерички писац чија су дела дуго била популарна међу људима широког спектра интересовања: од математике и науке, преко љубитеља магије, па све до противника псеудонауке и заговорника скептицизма. Мартин Гарднер поседовао је јединствену комбинацију књижевне ширине, ригорозне логике, математичке интуиције и живахног, занимљивог писања.
За живота, написао је преко 100 књига и велики број колумни за часопис Сајентифик Американ (енгл. Scientific American), по којима је и најпознатији. Сматра се оцем оснивачем модерног скептицизма, као и човеком који је својим несвакидашњим загонеткама стварао велико интересовање за рекреациону математику и математику уопште иако није имао никакво формално образовање из математике сем средње школе.
Гарднер се поред математике интересовао за читав спектар других области међу којима су микромагија, филозофија, религија и књижевност.

## Биографија

### Младост
Мартин Гарднер рођен је 21. октобра 1914. године у Талси, Оклахома, где је његов отац, нафтни геолог, основао нафтну компанију. Као дечак волео је магичне трикове, шах, науку и сакупљао је механичке слагалице. Без помоћи своје мајке у то време, научио је да чита гледајући речи на страници док му је читала књиге о чаробњаку из Оза (енгл. The Wizard of Oz)  Франка Баума (енгл. Lyman Frank Baum). За загонетке се заинтересовао захваљујући књизи Сема Лојда (енгл. Sam Loyd) коју му је отац поклонио, а која је садржала преко 5000 загонетки и трикова.
Похађао је Универзитет у Чикагу (енгл. University of Chicago) где је и стекао диплому из филозофије 1936. године. 1937. године се враћа у Оклахому, где ће радити као репортер у Талса Трибјуну(енгл. Tulsa Tibune), али ће му посао врло брзо досадити, након чега се враћа на Универзитет у Чикагу да би радио у односима са јавношћу.
Придружио се морнарици и служио на разарачу за време Другог светског рата. Док је обављао дужност ноћне страже, смишљао је невероватне приче, укључујући и причу „Коњ на покретним степеницама“, коју је продао часопису Есквајер(енгл. Esquire).

### Гарднерова каријера као писац
Након што је био уредник дечијег часописа Амти Дамти (енгл. Humpty Dumpty), Мартин Гарднер је започео дугу везу са часописом Сајентифик Американ, која ће га и прославити. Његов први чланак у овом часопису издао је 1956. године на тему флексагона. Флексагон је састављен од трака папира које се могу преклопити на одређене начине како би се приказала лица, поред два која су се већ првобитно налазила на предњој и задњој страни. Када му је издавач предложио да пише колумну о математичким играма, искористио је прилику са задовољством.
Године 1960. издаје своју најбоље продавану књигу, „Анотирана Алиса” која је наставак познате књиге Луиса Керола (енгл. Lewis Carroll) - „Алиса у земљи чуда” (енгл. Alice-s Adventures in Wonderland). Након раскида сарадње са Сајентифик  Американом, наставио је да пише колумне за други часопис, по имену Скептикал Инквајрер (енгл. Skeptical Inquirer), за који је писао све до 2002. године.
Током своје дуге каријере као писац, објавио је велики број књига у којим расправља на тему религије, науке, знања, псеудонаука, као и књига за децу.

### Старост
Мартин се никада није стварно пензионисао, већ је наставио да пише чланке за бројне часописе на тему математике. 2004. године, након смрти своје супруге, враћа се у Оклахому где ће живети све до своје смрти. Након што је преминуо, постхумно је објављена аутобиографија под именом „Неразређени хокус-покус: Аутобиографија Мартина Гарднера“.

## Утицај
„Мартин Гарднер био је одговоран за увођење математике у свет на потпуно нов начин претварајући нешто застрашујуће и неприступачно за многе у забаву и игре или још боље - магију. Каже се да је тиме довео више математике до више милиона него ико други.“ (Ричард К. Гуи)
„Покупите све што је [Мартин Гарднер] написао. Насмешићете се и научити нешто.“ (Перси В. Диаконис)
„За писца и мајстора загонетки Мартина Гарднера, једном се говорило да је на десетине невиних омладинаца претворио у професоре математике - а хиљаде професора математике у невине омладинце.“ (Колм Мулкахи)
„Може се, у чисто практичном смислу, изнети случај за Мартина Гарднера као једног од најутицајнијих писаца 20. века. Његова популаризација науке и математичких игара у Сајентифик Американу, током 25 година за време којих је писао за њих, вероватно је помогло стварању више младих математичара и информатичара него било који други фактор пре појаве личног рачунара." (Давид Обербах)
Мартин је имао немерљив допринос у приближавању, популаризацији и промовисању математике међу широким масама, радећи то на сасвим другачији и несвакидашњи начин кроз математичке загонетке и приче. Заслужан је за то што су се кроз његове колумне и друге радове многи признати научници и интелектуалци први пут сусрели и заволели не само математику, већ и логику, скептицизам, филозофију и магију. Само неки од његових обожавалаца и пријатеља били су: Артур Кларк (енгл. Sir Arthur Charles Clarke), Исак Асимов (енгл. Isaac Asimov), Џон Хортон Конвеј (енгл. John Horton Conway) , Роџер Пенроуз (енгл. Roger Penrose), Карл Саган (енгл. Carl Edward Sagan), Салвадор Дали(кат. Salvador Felip Jacint Dalí Domènech)... Такође, као оснивач „Математичке винове лозе", заслужан је за промовисање и пружање подршке и помоћи младим и још неафирмисаним научницима.
Магија, за коју се интересовао још од детињства, представљала је једну од главних тема у његовим радовима. У пољу магичних трикова, загонетки и илузија, дао је немерљив допринос пре свега захваљујући његовим оригиналним идејама и креативности.
Огроман допринос дао је у заснивању и развитку модерног скептицизма, пре свега захваљујући његовом изузетно критичком ставу према свакој врсти псеудонаука, рубним наукама и ирационалном. Био је велики противник свега што је било ирационално и без научне потпоре.

## Дела и радови
Током своје издавачке каријере која је трајала преко 80 година, објавио је велики број како колумни и рецензија, тако и преко стотину књига од којих су само две биле на тему фикције: „Лет Петра Фрома“ (1973) и „Посетиоци из Оза“ (1998).

### Најзначајније књиге
- „Хирови и заблуде, у име науке“ (1957)
- „Математика, магија и мистерија” (1956)
- „Анотирана Алиса: Коначно издање” (1999)
- „Разлози филозофског писца” (1983)
- „Мартин Гарднер представља” (1993)
- „Ментална магија: Сигурни трикови да задивите своје пријатеље” (1999)
- „Колосална књига математике” (2001)
- „Колосална књига кратких загонетки и проблема” (2005)
- „Колосална књига игара речи” (2010)
- „Неразређени хокус-покус: Аутобиографија Мартина Гарднера” (2013)

### Најзначајније колумне и чланци
- „Флексагон” (1956)
- „Више о комплексним доминама” (1957)
- „Трећа колекција мозгалица” (1958)
- „Математичке игре” (1961)
- „Шест сензационалних открића која су некако побегла од очију јавности” (1975)
- „Пенроуз плочице”  (1977)

## Скептицизам
„Модерни скептицизам се развио у научно-заснован покрет почев од Мартиновог класика из 1952. [Хирови и заблуде].” - Михаел Шермер (1997)
„Гарднер је био најсјајнији светионик који је бранио рационалност и добру науку против мистике и антиинтелектуализма који су нас окруживали“. (Стивен Џеј Гоулд)
„Нико живи није урадио више од Мартина Гарднера да рашири разумевање и поштовање према математици. Такође нико није више труда уложио од Мартина да одагна сујеверје." (Џон Дербишир)
Током периода од 60 година, Мартин је посветио велику количину своје енергије писању о рубној науци, скептицизму и рационалности, а већи део онога што је написао завршило је у десетак утицајних књига, од којих је неколико сакупљало колумне, есеје и критике које је писао за часопис Скептикал Инквајрер. Под новим насловом („Хирови и заблуде, у име науке”), покрет скептицизма узео је маха. Данас, ова се књига сматра катализатором развоја светског покрета скептицизма и борбе против псеудонауке и свега што је ирационално.
Средином седамдесетих година, Мартин је удружио снаге са неколико истомишљеника како би основао формалну организацију која ће се супротставити ономе што виде као растућу плиму ирационалности у друштву и медијима, посебно некритичком прихватању окултних и паранормалних тврдњи која се звала Комитет за научно истраживање тврдњи паранормалног (енгл. Committee for Skeptical Inquiry) (ЦСИЦОП). Често се за Гарднера у шали каже да је био једини скептик који је веровао у Бога.

### Хирови и заблуде у име науке
Ово је била Гарднерова прва издата књига као целина, која је као и многе друге које је написао, настала од есеја који је био добро оцењен и пирхваћен. У овој књизи, он проматра бројна псеудонаучна, окултна веровања са страшћу, хумором и логиком. Његове мете били су пре свега равноземљаши, поклоници хомеопатије, људи који верују у ванземаљце... Књига започиње кратким прегледом идеја „празноверника“ и „псеудо-научника“, нападајући лаковерност популарне штампе и неодговорност издавачких кућа у помагању у ширењу оваквих идеја. Гарднер даље током дела испитује одређене „помодности“ које назива псеудо-научним. Његово дело, постало је својеврсна „библија" будућих скептика, а његово писање постало је изворна књига из које су преузете многе касније студије псеудо-науке.

## Магија
„Магија карата и магија уопште дугују Мартину Гарднеру много већи дуг него што већина мађионичара схвата.“  (Стив Мич)
„Његова енциклопедија импровизованих трикова ће се засигурно наћи на списку омиљених књига сваког мађионичара." (Џо Тарнер)
„Мартин је један од сјајних учитеља, не само магије, већ и науке и математике. Иако Мартинов рад у магији није првенствено изум, он је у ствари осмислио одличан материјал и неколико његових креација постали су стандарди сваког мађионичара. Али његов велики дар је прикупљање заиста добрих информација, одвајање пшенице од плеве, затим објашњавање тих идеја вештинама писања које их чине привлачним и разумљивим. Био је проводник - можда је боља реч „синтетизатор“ - за мноштво магичних информација које су се филтрирале у већи магични свет." (Макс Мејвен)
Гарднерова фасцинација магијом започела је када му је отац показао трик. Млади Мартин је био фасциниран када је видео да се физички закони наизглед крше и то је довело до доживотне страсти за магијом и илузијом. У средњој школи писао је за магазин о магији, а за време студентских дана, током 1930-их повремено је изводио магичне трикове за време Божићних празника.
Нека од најзначајнијих дела која је написао на тему магије била су:
- „Математика, магија и мистерија" (1956)
- „Магија стола од Мартина Гарднера" (1998)
- „Научна магија од Мартина Гарднера: трикови и загонетке" (1997)
- „Ментална магија" (1999)
- „Магични бројеви доктора Матрикса" (1985)
- „Енциклопедија импровизоване магије" (1978)
- „Математички магични шоу" (1977)
- „Занимљиви научни експерименти са свакодневним предметима" (1981)

Мартин је читав свој живот гајио велику љубав и интересовање за феномен магије, на чију тему је написао безброј књига и чланака. Његово прво и последње дело, написано 80 година касније, било је на тему магије. Његов први рад на тему магије била је књига по имену „Сфинга“. Мартинова магична интересовања била су усредсређена на магију стола и крупног плана, а од 1930-их је објавио велики број оригиналних магичних трикова. Часопис Меџик (енгл. Magic) га је уврстио у „100 најутицајнијих мађионичара двадесетог века“, а 2005. године добио је награду за „животно дело“ од Академије магичних уметности (енгл. The Academy of Magical Arts). Мартинова књига „Математика, магија и мистерија“ се и даље сматра класиком скоро 70 година касније. Управо се велики број његових пријатеља, али и чланова Гарднерове „Математичке винове лозе" бавило и интересовало за магију. Због свега овога, можемо са правом рећи да је магија за Гарндера увек била тема која му је највише окупирала пажњу.

## Гарднер и религија
„У доба када наука тврди да је свеобухватна, а скептицизам делује нагризајуће за веру, Гарднер је био дашак свежег ваздуха." (Карл Гиберсон)
„Колико ја схватам, универзум није ништа сложенији од две купине. Могу једино да се чудим нивоу на који је спала филозофија науке данас." (Мартин Гарднер) 
„Постоје десетине монументалних питања за која морам да кажем „не знам“. Не знам да ли постоји интелигентан живот негде другде у универзуму или је живот толико невероватан да смо заиста сами у космосу. Не знам да ли постоји само један универзум или мултиверзум у којем бескрајан број универзума експлодира у постојање, живи и умире, сваки са својим сетом закона и физичким константама. Не знам да ли ће квантна механика једног дана уступити место дубљој теорији. Не знам да ли постоји коначан скуп основних закона физике или постоје бескрајне дубине структуре попут бесконачног скупа кинеских кутија. Да ли ће се испоставити да електрон има унутрашњу структуру? Волео бих да знам!" (Мартин Гарднер)
Гарднер је растао уз веома религиозну мајку, која га је учила хришћанским вредностима, према којима је и васпитан. У раној младости, није претерано показиовао заинтересованост за филозофију и питање религије, с обзиром да су му у средњој школи омиљени предмети били математика и логика. Касније, уписује флозофију на Универзитету у Чикагу, где ће и дипломирати 1936. С обзиром да је био један од највећих скептика свог времена, свакако је било за очекивати да ће се дотаћи и тема везаних за постојање Бога и религије. Једном приликом изјавио је: „Одрастао сам верујући да је Библија откровење директно од Бога ... То је трајало отприлике до половине мојих студија на Универзитету у Чикагу."

### Гарднер као фидеиста
„Ја сам филозофски теист. Верујем у личног Бога и верујем у загробни живот и верујем у молитву, али не верујем ни у једну устаљену религију. То се назива филозофским теизмом." (Мартин Гарднер)
За разлику од многих других скептика, Гарднер није био атеиста. Себе је назвао „филозофским теистом“, одбацујући сваку натприродност и успостављену религију, али прихватајући идеју личног Бога и загробног живота. Такође је себе називао „фидеистом“, износећи став да вера замењује разум, тј. када неко одлучи да верује у Бога или Богове, то ради зато што је то утешно, а не зато што постоје докази. То је тврдња стара много векова међу филозофима. Научници фидеисти, сличних мишљења као и Гарднер, били су још и Исак Њутн, Карл Фридрих Гаус и Алфред Расел Валас.
Ипак, поред свега, веровао је у Бога као врховно биће и веровао је у загробни живот. Молио се Богу на теме захвалности и опроштаја. Није следио учења било које одређене религије и био је сумњичав према организованој религији. Често је коментарисао и критиковао религијске ставове различитих јавних личности тог доба, преиспитујући да ли су њихова уверења логички оправдана. У свом роману „Лет Петра Фрома” илуструје религијске недоумице са којима се суочава један протестант, који преиспитује интелектуалне заједнице у 20. веку. Гарднер је веровао да су верска веровања заснована на емоцијама, а да су активности попут науке засноване на доказима и разуму, независне једне од других. У неким случајевима нападао је истакнуте религиозне личности попут Мари Бејкер Еди с образложењем да су њихове тврдње незасноване и нелогичне.

### Разлози филозфског писца
„Књига је контроверзна јер готово свако ко верује у личног бога не спада у устаљену религију. Идеја да верујемо у Бога и не припадамо ниједној одређеној религији јесте необична врста позиције." (Мартин Гарднер)
Гарднерово највеће и најзначајније дело у којем се бави питањима религије, као и другим бројним филозофским питањима јесте управо књига „Разлози филозофског писца". Истражујући питања која се крећу од вере преко молитве, од зла до бесмртности, и даље, Гарднер интригира сваког читаоца основним питањима класичне филозофије и већих животних значења. Позивајући се на такве филозофе попут Витгенштајна и Аренда, „Разлози филозофског писца" оличавају његово непрекидно занимање и интересовање за непролазним мистеријама живота.
Гарднер је своје дело из 1983. године једном приликом назвао „детаљним приказом свега онога у шта верује".

## Колумна Математичке игре
„Мартин ми је рекао да је месечно проводио око 25 дана радећи на његовој колумни за Сајентифик Американ." (Перси В. Диаконис)
„[Колумна у Сајентифик Американу] је била велики хит међу читаоцима и суштински је допринела успеху часописа." (Денис Фланаган)
Гарднер је преко 25 година писао месечну колумну на тему рекреативне математике за часопис Сајентифик Американ. Све је почело са чланком из 1956. о флексагонима, који су убрзо постали популарни широм Њујорка. Већ у јануару 1957. године Гарднер је написао свој први чланак за колумну, од укупно готово 300, која је носила назив „Математичке игре". Формално, његов први чланак о флексагонима не спада у оквире колумне, али се сматра њеним окидачем.
Колумна убрзо постаје најпопуларнији део часописа који је привукао многе читаоце. Сматра се да је у време зенита своје популарности, Мартин имао преко милион читалаца. У септембру 1977. Сајентифик Американ одаје признање Гарднеру и колумну са краја премешта на сам почетак часописа. Гарднер је колумну писао од 1957. до 1981. године. Имао је луксуз да своје време потпуно посвети овом послу, за који је углавном истраживао у њујоршкој јавној библиотеци. Занимљива је чињеница да је Гарднер математику последњи пут учио у средњој школи и да је имао проблема при савладавању одређених математичких области. Међутим, то га није спречило да осмисли велики број математичких загонетки од којих му је омиљена била „Мајмун и кокоси".
Неки од најзначајних и најпопуларнијих чланака који су објављени у оквиру колумне јесу:
- „Живот и рад Сема Лојда, моћног изумитеља загонетки” (1957)
- „Више о коплексним доминама" (1957)
- „Трећа колекција мозгалица" (1958)
- „Игре и загонетке Луиса Керола" (1960)
- „О вероватноћи и умећу коцкања" (1961)
- „Фикција о животу у две димензије" (1962)
- „Мало шале на Дан шале" (1963)
- „Нова група кратких проблема" (1965)
- „Неколико фасцинантних чињеница везаних за Фибоначијев низ" (1969)
- „Тјурингова игра и питање које она представља: Може ли компјутер да мисли?" (1971)
- „Сјајни математички трикови са картама који не захтевају опсценарство" (1972)
- „О контрадикцијама везаним за путовање кроз време" (1974)
- „Шест сензационалних открића која су некако побегла од очију јавности" (1975)
- „Шта је то што повезује госте на вечери, мрзовољне ученице и затворенике са лисицама на рукама?" (1980)

Осамдесетих година Математичке игре почињу да излазе нередовно, и други аутори почињу да раде на тој колумни. Свој последњи чланак за колумну Гарднер је објавио у јуну 1986. године под именом „Преношење паукове мреже на шаховску таблу и остале шумске загонетке", а заменила ју је колумна Дагласа Хофстадера под називом "Матемагичне теме".
Мартин је написао само још четири чланка за часопис Сајентифик Американ, који нису завршили у колумни „Математичке игре", а који су такође на тему математике и логике:
- „Логичке машине" (1952)
- „Да ли време може ићи уназад?" (1967)
- „Четвртина века рекреационе математике" (1998)
- „Да ли је лепота истина и истина лепота?" (2007)

Готово све колумне сачуване су у облику 14 књига које су почеле да излазе од 1959. под називом „Америчка научна књига о математичким загонеткама и диверзијама".

## Математичка винова лоза
Мартин Гарднер је био познат по томе што је одговарао скоро свима који су га контактирали и одржавао је блиску преписку са многима. Током година, спријатељио се са многима од њих. Велики број њих постао је познат управо захваљујући Мартину који их је прославио и представио их јавности, пре свега спомињајући их у својим чланцима. Током година, група научника и истакнутих људи које повезују љубав према математици, логици, филозофији и научном скептицизму прерасла је у нешто више од пуког круга људи који су се поштовали и међусобно консултовали. Она је постала својеврсна мрежа интелектуалаца са Гарднером у центру, који су се међусобно помагали и утицали једни на друге. Касније, она ће постати позната као „Математичка винова лоза". Многи од светски признатих научника у разним областима, данас вероватно не би били познати пре свега широј јавности без Гарднера који их је, дискутујући о њиховим радовима и оригиналним идејама и спомињајући их у својим чланцима, не тражећи ништа за узврат, промовисао на себи својствен начин. Управо чињеница да је Мартин имао невероватан осећај да препозна и промовише такве људе, представља један од главних фактора зашто је његов рад био тако популаран међу широким масама.
Током свог постојања, „Математичка винова лоза Мартина Гарднера" представљала је, и и даље представља неисцрпан извор нових и оригиналних идеја, које су све морале бити темељно анализиране и проверене на Гарднеров изричит захтев. Она је изнедрила велики број плодних и познатих сарадњи и пројеката. Поред тога, она је представљала својеврсан ослонац и подршку свим младим и још увек непризнатим интелектуалцима чија је интересна сфера пре свега била у области математике и логике. Може се рећи да колумна „Математичке игре" није била плод само генија и интелекта Мартина Гарднера, већ групе људи коју је он окупио, неговао и одржавао на окупу.
Једном приликом, Мартин је изјавио следеће: „Када сам почео да радим на колумни, нисам био у контакту ни са једним од математичара, али су временом сазнали за колумну и ступили у контакт са мном. То је довело до тога да су моје најзанимљивије колумне базиране на материјалима које сам добио од њих, па им дугујем велику захвалност."
Неки од најпознатијих чланова „Математичке винове лозе Мартина Гарднера" из области математике, магије, информатике, филозофије и књижевности су:
- Елвин Берлекамп
- Перси Диаконис
- Френк Херари
- Херолд Коксетер
- Ричард К. Гуи
- Џон Конвеј
- Доналд Кнут
- Реј Химан
- Вилијам Тут
- Роберт Ножик
- Рејмонд Смулијан
- Џејмс Ранди
- Том Роџерс

и многи други...
Након Гарднерове смрти 2010. „Математичка винова лоза" није престала да постоји, већ је наставила да окупља велики број људи из разних области науке, магије, као и младих ентузијаста који тек треба да се докажу. На иницијативу Тома Роџерса, основан је покрет Г4Г (преведено са енглеског: „Окупљање за Гарднера"), да би окупио математичаре, мађионичаре, скептике, филозофе, и друге људе, све уједињене заједничким ентузијазмом за рад Мартина Гарднера и његовом промоцијом. Осим Роџерса, неки од значајнијих чланова су и Елвин Берклекамп, Марк Сетедукати, Ричард Гуи, Џон Конвеј и Рејмонд Смулијан.

## Награде и признања
Мартин је за живота добио велики број награда и признања, која никада није тражио, нити се хвалио својим достигнућима. Чињеница да није волео да путује, вероватно је смањила и овако велики број награда које су му додељене, а познато је и да није лично преузео многе од награда на листи испод.
Неке од најзначајнијих награда и признања су:
- „Френк Л. Баум награда" (1971. година) од стране Међународног клуба „Чаробњак из Оза"
- „Литерарни програм стипендија за 1974. годину" од стране Академије магичних уметности
- „награда УС-стил фондације за научно писање" (1983. година)  од стране Америчког института за физику
- „Лирој Стил награда за промоцију математике"  (1987. година) од стране Америчког Математичког Друштва
- „Алендорфер награда" (1990. година) од стране Математичке асоцијације у Америци
- „Давид Хилберт међународна награда" (1992. година) од стране Светске федерације националних математичких такмичења
- постаје члан Америчке академије наука и уметности (1997. година)
- „Тревор Еванс" награда (1998. година) од стране Математичке асоцијације у Америци
- уврштен у „100 најутицајнијих мађионичара 20.-ог века" од стране Меџик часописа
- „Џорџ Полија награда" (2000. година) од стране Математичке асоцијације у Америци
- „награда за животно дело" (2005. година) од стране Академије магичних уметности
- „постхумна награда Худинијева кућа славних" (2011. година) од стране Независне истраживачке групе

## Повезани чланци
- Скептицизам
- Магија
- Скептикал Инквајрер - чланак о часопису на енглеском језику, за који је Гарднер писао
- Сајентифик Американ - чланак о часопису на енглеском језику, за који је Гарднер писао
- Фидеизам - чланак на хрватском језику
- Теизам